# Ligne 2 (S-Bahn Rhin-Main)
 (février 2024).
Si vous disposez d'ouvrages ou d'articles de référence ou si vous connaissez des sites web de qualité traitant du thème abordé ici, merci de compléter l'article en donnant les références utiles à sa vérifiabilité et en les liant à la section « Notes et références ».
Pour les articles homonymes, voir S2.
La ligne S2 fait partie du réseau de la S-Bahn Rhin-Main. Il relie Niedernhausen à Dietzenbach en passant par la Gare centrale de Francfort-sur-le-Main.
Inaugurée en 1978, elle compte actuellement 27 stations pour une longueur de 54,7 km. 